# План Ходдла

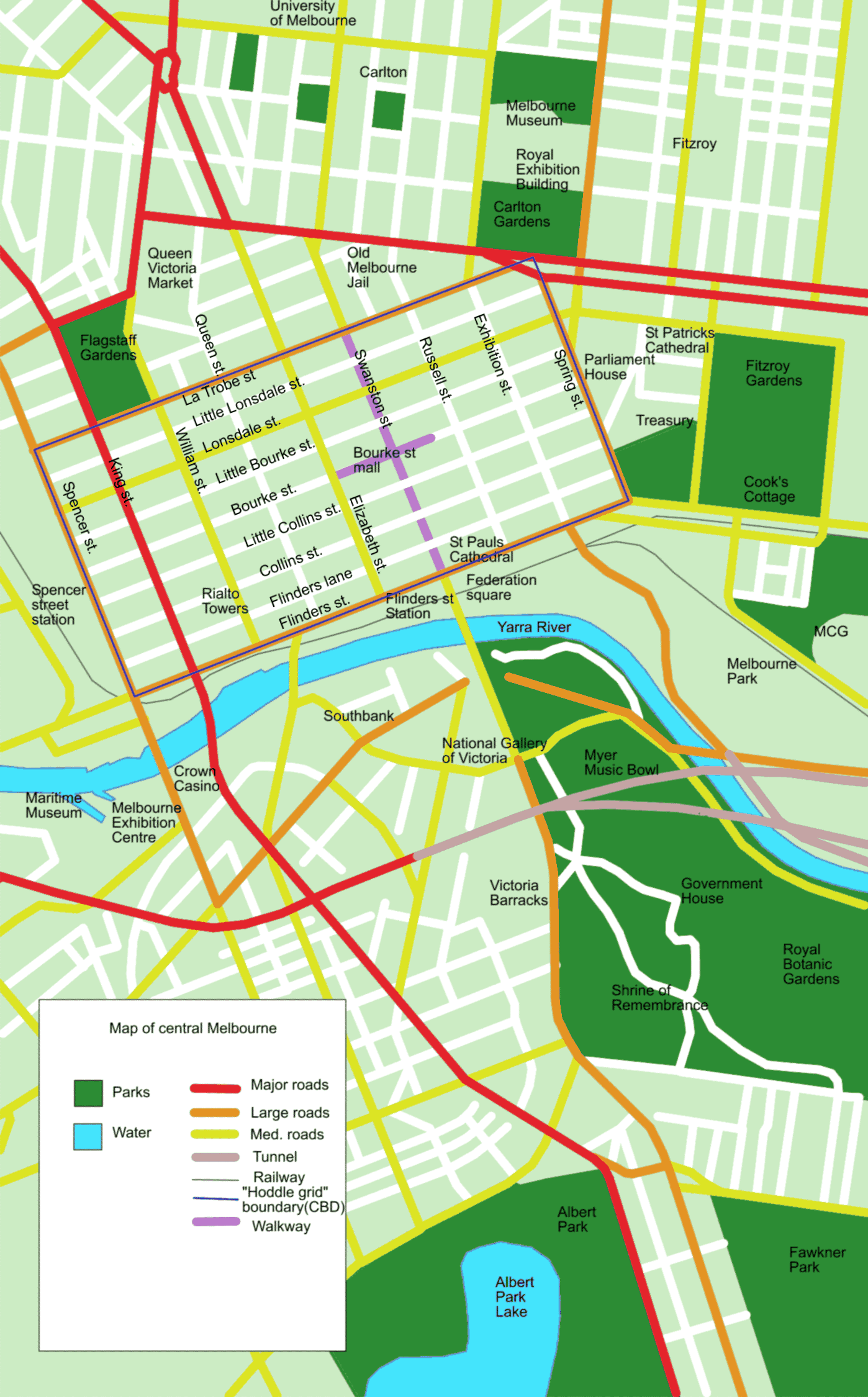
Карта центральных районов Мельбурна. На северном берегу Ярры хорошо виден правильный прямоугольник улиц, которые составляют План Ходдла

План Ходдла (англ. Hoddle Grid) первоначальный план по которому строился город Мельбурн, столица австралийского штата Виктория. Назван в честь своего составителя, землемера Роберта Ходдла. Первоначальный план был составлен в 1837 году, а затем расширен. Площадь, застроенная в соответствии с планом Ходдла в настоящее время лежит между улицей Флиндерс-Стрит на юге, рынком королевы Виктории на севере, улицей Спенсер-Стрит на западе и улицей Спринг-Стрит на востоке.